# Bad Wimsbach-Neydharting
Bad Wimsbach-Neydharting là một đô thị thuộc huyện Wels-Land thuộc bang Oberösterreich, Áo. Đô thị Bad Wimsbach-Neydharting có diện tích 24 km², dân số thời điểm năm 2006 là 2362 người.
Bản mẫu:Wels-Land